# Nemo Agodi
Nemo Agodi (* 10. Januar 1888 in Ferrara; † 20. Januar 1940 ebenda) war ein italienischer Turner.

## Karriere
Nemo Agodi nahm an den Olympischen Spielen 1908 in London teil. Er belegte mit dem italienischen Team im Mannschaftsmehrkampf den sechsten Platz.